# 카엠급 잠수함
카엠급 잠수함은 이란이 자력 건조한 배수량 1200톤급 디젤 잠수함이다. 이란이 국산으로 개발한 잠수함 중에 천톤이 넘는 것으로는 최초이다. 2008년 1번함 카엠함이 실전 배치되었다.
이란의 가장 대형 잠수함은 수중배수량 4천톤인 러시아 킬로급 잠수함이다.

## 아무르급
이란이 어떻게 최초로 국산 1,200톤급 잠수함을 건조할 기술을 익혔는지는 정확한 출처로 알려진 바는 없으나, 이란이 최근 수중배수량 4,000톤인 킬로급 잠수함을 러시아에서 수입했다는 점, 러시아는 한국 등 여러 국가들에게 킬로급의 다음 버전인 아무르급 잠수함의 수출을 노력했다는 점, 아무르-950이 수상배수량 950톤, 수중배수량 1,300톤인 점 등을 고려하면, 러시아의 아무르급 잠수함을 국내에서 건조했거나, 일부 기술을 도입했을 가능성이 있다.
역시 이란은 최신형 600톤급인 파테흐급 잠수함을 건조 중인데, 같은 이유로, 아무르-550을 수입했을 가능성이 있다. 아무르-550은 수상배수량 550톤, 수중배수량 700톤이다.